# Porto de Bahía Blanca
O Porto de Bahia Blanca é um complexo portuário localizado no estuário da Bahía Blanca, na Argentina. A área portuária de Bahía Blanca é constituída por um conjunto de instalações espalhadas por 25 km sobre a costa norte do estuário homônimo. No interior da zona portuária, há entidades diferentes, nacionais e provinciais, cuja competência é definida de acordo com as responsabilidades de cada uma delas.
O Porto de Bahía Blanca é constituído por um conjunto de instalações espalhadas ao longo de 25 km sobre a costa norte da Bahía Blanca. A rota de acesso tem 190 metros de largura e 98 km de extensão, o que permite a navegação de grandes navios. Tem um sistema de farol moderno, composto por 62 bóias de luz alimentadas por energia solar, o que lhe confere muito boas condições de segurança para a navegação noturna. Entrando do Oceano Atlântico para o Oeste, em primeiro lugar, as bóias para o carregamento e descarga de hidrocarbonetos de Punta Ancla e Punta Cigoenha, depois seguindo a doca comercial de Puerto Rosales, e imediatamente Puerto Belgrano, que é a base naval mais importante da Marinha argentina.

## Histórico

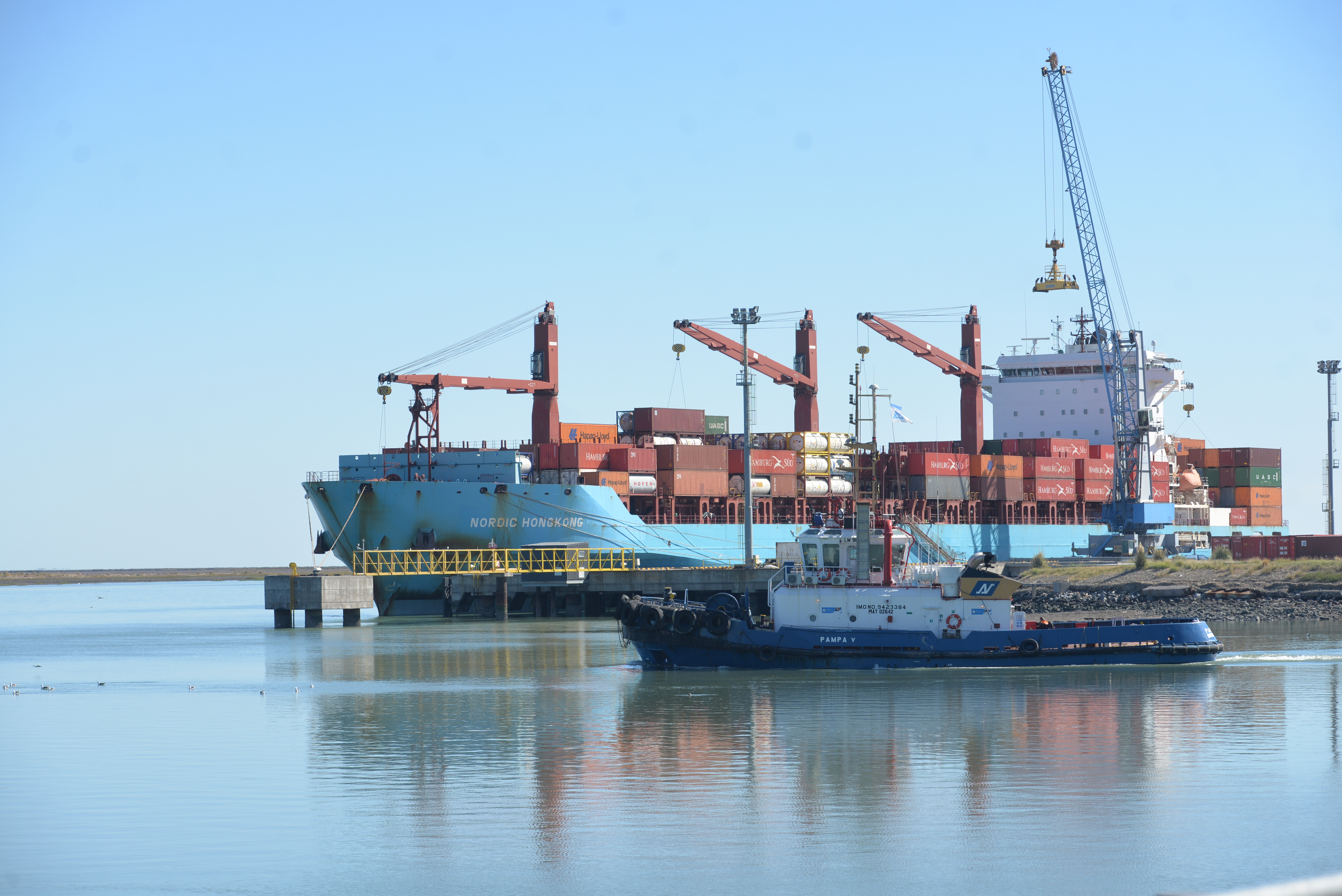
Carregamento no Porto Engenheiro White

A Argentina tem um litoral marítimo de 4.000 km de extensão e também tem dois grandes rios navegáveis, Rio Paraná e Rio Uruguai, que antes de ingressar e formar as áreas de corrida do Rio da Prata, vetor de grande produção industrial e agrícola.
Com o tempo, as necessidades de comunicação e transporte estavam gerando um desenvolvimento portuário que atualmente inclui mais de uma centena de portos que podem ser classificados em dois grandes tipos: os rios de Puerto Iguazú a Puerto La Plata, e os marítimos de Puerto Mar del Plata, na província de Buenos Aires, a Puerto Ushuaia, na Terra do Fogo.
Apesar desse importante desenvolvimento de instalações portuárias, não havia legislação ordenada e sistemática na Argentina em relação à atividade portuária. Várias regras foram emitidas com base na Constituição Nacional e no Código Civil, mas não havia lei para ordenar e sistematizar este setor da economia.
Assim, em 1992, o governo emitiu a Lei no 24093, conhecida como Lei dos Portos, que regulamenta todos os aspectos relacionados ao empoderamento, administração e operação de portos estatais e privados, existentes ou a serem criados no território nacional. Esta Lei autorizou a transferência dos portos de propriedade do Estado Nacional para as províncias em que estão localizados, e no caso especial dos portos de Buenos Aires, Bahía Blanca, Quequén, Rosário e Santa Fé, estabeleceu que antes da transferência a administração e operação de cada um desses portos deve ser tomada.
As entidades devem ser organizadas assegurando a participação dos setores específicos interessados no trabalho portuário, entendendo os operadores: prestadores de serviços; produtores; usuários; trabalhadores; e outros ligados à atividade. As províncias e municípios onde o porto está localizado também devem estar representados. Esta condição prévia foi completada pela Província de Buenos Aires através da Lei no 11414, criando o Consórcio de Gestão do Porto de Bahía Blanca como entidade de direito público não-estadário, que é responsável pela administração e operação da área portuária de Bahía Blanca.
Desta forma, o porto de Bahía Blanca foi o primeiro dos portos mencionados no artigo 12.o da Lei relativa às Actividades portuárias, a fim de constituir a sua entidade administradora e, por esse motivo, a partir de 1 de Setembro de 1993, foi constituída no Primeiro Porto Autônomo da República da Argentina.

## Administração portuária

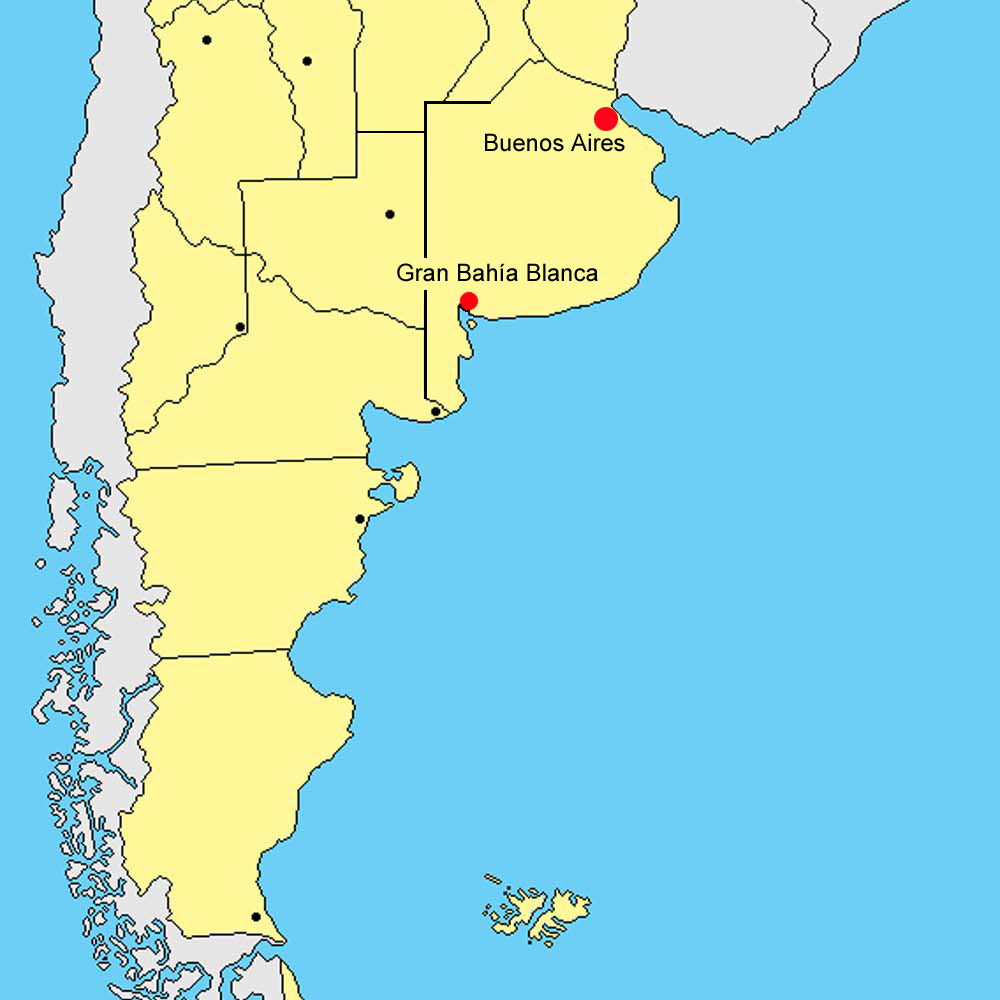
Bahía Blanca, na Argentina.

No que diz respeito ao Consórcio de Gestão, a sua jurisdição portuária pode ser dividida em dois setores claramente diferenciados, o marítimo e o terrestre. O fuzileiro cobre toda a extensão de ambas as margens do rio Bahía Blanca e compreende o espaço geográfico determinado pela linha imaginária que vai de Punta Pehuen-Có ao noroeste, a Punta Labyrinth ao sudoeste, seguindo a ala geral dos isobatas de 10m e as margens de ambas as margens até sua conclusão. Desta forma, a jurisdição marítima, a responsabilidade do Consórcio é a manutenção das profundidades no Canal de Acesso à área portuária, bem como o sistema de sinalização desse canal, pelo que, embora as instalações portuárias mencionadas no número anterior sejam autónomas na sua face administrativa e comercial, no aspecto da navegação dependem das regras e tarifas a fixar pelo Consórcio de Gestão.

## Instalações

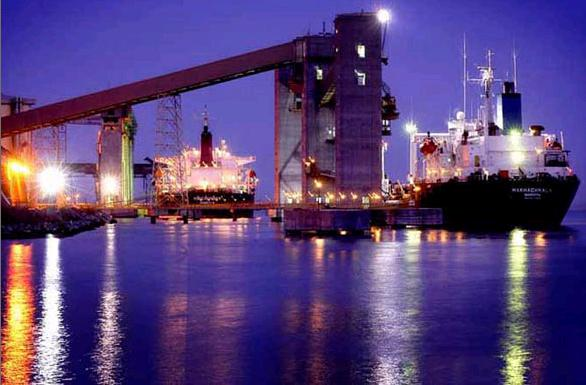
Porto de Bahía Blanca

Quanto às instalações que compõem a área portuária de Bahía Blanca, estão: o Porto Engenheiro White, o Porto Galván, o Porto Rosales e o Porto Belgrano. 
Chegando dentro do estuário, encontram-se as instalações que constituem o Porto Engenheiro White, onde as instalações são especializadas no carregamento de cereais e subprodutos, o principal item de exportação do porto, e a oeste, o Pier "Ministro Carranza" para as Cargas Gerais. No setor está também localizado o Cais Multiusos, destinado ao movimento de cargas e contentores gerais. Entre o Porto de Eng. White e Puerto Galván, na área chamada Caranguejos, são Profertil S/A., Compaía Mega S/A e Louis Dreyfus Commodities (LDC). O primeiro, a maior unidade do mundo produzindo ureia e amônia; a segunda, uma planta fracionária para hidrocarbonetos líquidos, sistema de armazenamento e carga em navios; e o terceiro um grande exportador de produtos agrícolas do país. Posteriormente, Puerto Galván, composto por várias docas destinadas a cereais, subprodutos e carga geral. Na sua extremidade ocidental, também encontramos os terminais 1 e 2 para inflamáveis, concessionados à Energen S/A., para a recepção e/ou envio de produtos de combustível líquidos e gasosos, bem como produtos químicos. Em 2016, foi adicionado um terceiro dock que facilita a otimização da operação da nova usina termelétrica de Castanho de Guillermo e também permite um descongestionamento dos locais atuais.

## Canal de acesso
O canal de acesso à área portuária da Bahía Blanca é constituído por um canal, recentemente aprofundado, com 190 m de largura e 97 km de comprimento, o que permite a navegação de navios com um calado máximo de 45'. Tem um sistema de farol moderno, composto por sessenta e nove boias luminosas alimentadas por energia solar, o que lhe confere muito boas condições de segurança para a navegação noturna. A navegação é monitorada permanentemente pelo VTS, o que proporciona maior segurança para a navegação.